# Uniunea Națională a Notarilor Publici din România
Uniunea Națională a Notarilor Publici din România este unica organizație profesională înființată prin lege, cu personalitate juridică, de interes public, cu patrimoniu și buget propriu în care sunt constituiți notarii publici din România. Aceasta funcționează în baza Legea 36/1995.